# Корнелий из Имолы
Корнелий (Корнилий; IV век, Имола — 446) — епископ Имолы (между 390 и 412—446), святой (день памяти — 6 мая).

## Биография
Святой Корнелий был архидиаконом, а затем — первым епископом Форума Корнелиева, своего родного города. Он был поставлен во епископы между 390 и 412 годами.
Среди учеников основанной Корнелием школы были святой Пётр, которого его учитель привёл ко священству, и который был архидиаконом во время епископского служения святого, а также Донат и Проетт, ныне почитаемые святыми.
Корнелий — первый епископ Имолы, упомянутый в исторических источниках.
Святой Корнелий умер в Форуме Корнелиеве около 446 года. Его преемником на епископской кафедре Имолы был Проетт.